# 愛してもいいですか
「愛してもいいですか」（あいしてもいいですか）は、光GENJIの19枚目のシングル。1992年11月6日（金曜日）にポニーキャニオンから発売された。シングルでは初となるバラード作品。

## 概要
表題曲「愛してもいいですか」はシングルキャリア初となるバラード・シングルで日本テレビ系ドラマ『非行少年たち』挿入歌。シングルでは初めてトレードマークであるローラースケートを履かずに歌唱した。

## 記録
売上枚数は、公称で11,5万枚。

## 収録曲
1. 愛してもいいですか
  - 作詞：三浦徳子　作曲：後藤次利　編曲：後藤次利・新川博
2. 夢で逢えるから
  - 作詞・作曲：山本英美　編曲：中村哲）
3. 愛してもいいですか（MINUS LEAD VOCAL KARAOKE）
4. 夢で逢えるから（MINUS LEAD VOCAL KARAOKE）